# Polycarpa delta
Polycarpa delta is een zakpijpensoort uit de familie van de Styelidae. De wetenschappelijke naam van de soort werd in 1968 voor het eerst geldig gepubliceerd door Claude en Françoise Monniot.